# Howard Davis
Howard Davis, född den 14 februari 1956 i Glen Cove, New York, död 30 december 2015, var en amerikansk boxare som tog OS-guld i lättviktsboxning 1976 i Montréal. I finalen besegrade han Simion Cuțov från Rumänien. Han slutade boxas 1996 .